# Balsie
El balsié es un instrumento musical que pertenece a la familia de los membranófonos. De ascendencia africana se encuentra enraizado en la cultura musical de la República Dominicana. Es un tipo de tambor usado para tocar música religiosa en las regiones sur y este del país. 

## Descripción
Por lo general está fabricado de un trozo de madera ahuecado de unos 45 cm de alto y unos 30 cm de diámetro, con una pieza de cuero de chivo tensada, en uno de sus lados.  Hay varios tipos de balsié dependiendo del área geográfica donde se toque. El tipo de música o género musical en el cual mayormente se encuentra el balsié es en la salve con panderos o la salve secular. 
Se pueden destacar varios tipos de balsié según la salve en la que se toque. Está por ejemplo el balsié de la salve banileja y balsié de la salve de Villa Mella. 
- El balsié usado en la salve banileja se toca colocándolo de lado en el suelo y el ejecutante se sienta encima del balsié tocándolo con ambas manos y usando el talón izquierdo presionando el cuero para obtener diferentes sonoridades. Este balsié está construido de madera de almácigo y cuero de chivo y aros de bejuco naturales sujetados con sogas o con cuerdas sintéticas. Las cuerdas naturales, a causa de las diferentes legislaciones dominicanas de protección al bosque, son difíciles de encontrar y en caso de que se encuentre es por lo general más costosa que la sintética.

- El balsié para la salve de Villa Mella se toca utilizando una técnica similar a la utilizada en la salve banileja pero se construye con cuero de chivo macho, el cual es preferido por su sonido grave. La madera puede ser de aguacate o javilla y el cuero se sujeta directamente a la madera mediante clavos que atraviesan el aro de guayaba utilizado para sujetarlo.[3]

- En el suroeste, existe una especie de balsié de forma cónica que se sostiene entre las piernas y se toca con las dos manos. Se usa para acompañar bailes sociales como la mangulina, el carabiné, y el vals.[4]

- En el este, el balsié tiene una forma cilíndrica. En vez de soga, el parche se sujeta con clavos doblados alrededor del aro.